# Белапатфальва
Бе́лапатфальва (венг. Bélapátfalva [ˈbeːlɒpaːtfɒlvɒ]) — город в Венгрии, в регионе Северная Венгрия, в медье Хевеш. Административный центр Белапатфальваского яраша. Располагается к северу от Эгера, вдоль шоссе, проходящего по долине реки Эгер, и на железнодорожной линии Эгер-Путнок.

## Расположение
Белапатфальва расположена в географическом регионе Северовенгерские Горы, в северной части горного массива Бюкк, на краю бассейна, сформировавшегося в верховьях реки Эгер, на полосе между границей леса и поймой речной долины, на высоте 311 м над уровнем моря, у западного подножья горы Бел-кё, высота которой — 816 м. По границе города протекает река Речка.

## История
Населённый пункт когда-то числился среди владений рода Бел. Название впервые документально начинает упоминаться с XIII века в формах — Bel, Beel, Beyle.
В 1330 Белапатфальва была упомянута как «деревня перед монастырём, которая называется деревней Апат», затем с 1415 упоминалась как Апатфальва.
В 1232 архиепископ Килит II основал здесь Белское аббатство цистерцианских монахов.

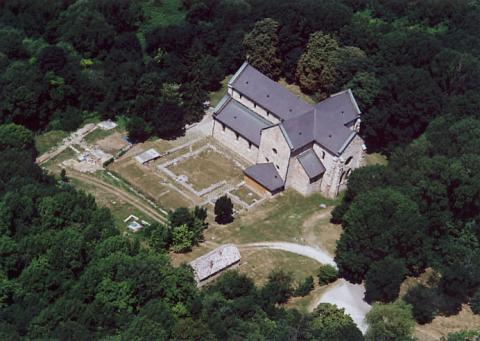
Церковь и развалины монастыря в Белапатфальве

В 1241 войска короля Белы IV, бежавшие от татаро-монголов, предприняли у стен аббатства сражение с преследователями.
В 1412 император Священной Римской империи Сигизмунд, а затем в 1460 и король Венгрии Матьяш I укрепили аббатство в первоначальных правах. Однако после смерти Матьяша I этой территорией владели как церковные, так и светские лица.
В 1495 хозяином здесь был аббат Веребейи, который уступил доходы аббатства в пользу эгерского архиепископа Тамаша Бакоца, с тех пор и поныне аббатство является владением Архиепархии Эгера.
Монахи жили в монастыре до 1534, когда Петер Переньи забрал владения епископата и обратил окрестности Эгера в протестантскую веру. Тогда же обеспокоившиеся монахи и покинули монастырь. Покинутый жителями и лишившийся владельцев, монастырь стал постепенно разрушаться, церковь также оказалась в полуразрушенном состоянии. А сама Апатфальва до 1562 принадлежала сарвашкёйской крепости.
В 1678 император Священной Римской империи Леопольд I передал деревню эгерскому кафедральному собору. 
В 1700 по просьбе эгерского архиепископа Телекешши император пожертвовал всё имущество аббатства на содержание создававшегося тогда эгерского папского семинария.
В 1700—1945 Белапатфальва была во владении эгерского папского семинария.
В 1910 среди 1852 жителей 1833 были венграми. Из них 1721 римской католической веры, 36 протестантской, 70 иудейской.
В начале XX века Белапатфальва относилась к округу Шайосентпетер комитата Боршод.

## Население
| Год  | Численность | Численность |
| ---- | ----------- | ----------- |
| 2013 | 3075        | [ 3 ]       |
| 2014 | 3077        | [ 4 ]       |
| 2018 | 2935        | [ 5 ]       |
| 2022 | 2668        | [ 6 ]       |
| 2023 | 2753        | [ 7 ]       |
| 2024 | 2763        | [ 2 ]       |

Национальный состав населения Белапатфальвы, согласно переписи населения 2001: венгры — 93 %, цыгане — 7 %.

## Достопримечательности
- Развалины Белапатфальваского цистерцианского аббатства и монастыря
- Гора Бел-кё
- Часовня Гилитка
- Через город проходит маршрут Национального Небесного Тура.

### Памятники
Также на городском кладбище имеется захоронение советских воинов, павших в боях за освобождение Венгрии от фашистских захватчиков во время Великой Отечественной войны.